# Au monde
Au monde est un opéra du compositeur belge Philippe Boesmans sur un livret de l'auteur et metteur en scène de théâtre français Joël Pommerat, créé en 2014 à Bruxelles. L'histoire est adaptée depuis la pièce homonyme du librettiste, parue en 2004, qui met en scène un huis clos familial autour de l'héritage industriel sous tension du père.

## Historique
Au monde est une commande de l'opéra de La Monnaie de Bruxelles au compositeur Philippe Boesmans après que la maison d'opéra convainc le dramaturge Joël Pommerat d'adapter une de ses pièces à l'opéra. Le compositeur travaille pour la première fois sur l'adaptation d'une pièce contemporaine, depuis la pièce homonyme du dramaturge, publiée et créée en 2004 à Strasbourg. Le compositeur travaille déjà depuis longtemps avec la maison d'opéra bruxelloise, depuis la commande de son tout premier opéra, La Passion de Gilles, créé en 1983.
Au monde est créé le 30 mars 2014 à La Monnaie de Bruxelles pour neuf représentations sous la direction du chef belge Patrick Davin avec l'Orchestre symphonique de La Monnaie mis en scène par le librettiste, avec des décors d'Éric Soyer et des costumes d'Isabelle Deffin. La mise en scène présente des espaces clos et des murs sombres, striés de faibles lumières, parsemés de quelques meubles et surtout d'une télévision qui représente le public. 
Cette production, dédié au directeur de l'opéra belge Gerard Mortier, donne lieu à une captation audio, publiée en 2014 chez Cypres Records qui recevra le Diapason d’Or. L'opéra est monté au théâtre de l'Odéon à l'automne 2014, puis est repris à l'Opéra-Comique, coproducteur, à partir du 22 février 2015 avec Philippe Sly en remplacement de Stéphane Degout et l'Orchestre philharmonique de Radio France. Cela donne lieu à une captation vidéo, rediffusée lors de la mort du compositeur en 2022.

## Description
Au monde est le sixième opéra du compositeur, en vingt scènes, en langue française et d'une durée de deux heures. L'opéra se rapproche du symbolisme de Maurice Maeterlinck dans la pièce Pelléas et Mélisande, dont le librettiste Joël Pommerat reprend certains éléments, ainsi que Les Trois Sœurs d'Anton Tchekhov. Le livret, adapté de la propre pièce du librettiste, est retranché d'un quart de son récit. L'histoire, construite autour de huit personnages, présente la succession difficile du père, magnat du secteur industriel, et des tensions qui ressortent entre les enfants, que le retour d'Ori, choisi par le père pour lui succéder au mépris de ses filles, réactivent. Le personnage de la femme étrangère, embauchée par la famille pour travailler dans la maison, est un rôle parlé, parfois hurlé, dans une langue inspirée du basque.

### Rôles
Les rôles d'Au monde comprennent les personnages suivants, la tessiture qui leur est associée et le créateur du rôle :
| Rôle                      | Voix          | Créateur            |
| ------------------------- | ------------- | ------------------- |
| Le père                   | basse         | Frode Olsen         |
| Le fils aîné              | baryton-basse | Werner Van Mechelen |
| Ori, le second fils       | baryton       | Stéphane Degout     |
| La fille aînée            | mezzo-soprano | Charlotte Hellekant |
| La seconde fille          | soprano       | Patricia Petibon    |
| La plus jeune fille       | soprano       | Ffur Wyn            |
| Le mari de la fille aînée | ténor         | Yann Beuron         |
| La femme étrangère        | parlé         | Ruth Olaizola       |

### Instrumentation
L'instrumentation d'Au monde comprend les instruments suivants :
- Bois : 2 flûtes, 2 hautbois, 2 clarinettes, 2 bassons ;
- cuivres : 2 cors, 2 trompettes, 2 trombones, 1 tuba ;
- autres : harpe, piano et célesta ; 4 percussionnistes (timbales, glockenspiel, vibraphone, maracas, tam-tam, triangle, petite cymbale, 4 congas, crotales, glass chimes, carillon tubulaire, grosse caisse, 4 bongos, 4 toms, 2 cymbales, caisse claire, tenor drum (en), marimbaphone (en), 3 wood-blocks, tambourin, bloc chinois, cliquette, accordéon) ;
- cordes.

## Enregistrements
- Cypres Records, 2015, 2 CD, CYP4643 (enregistré en 2014 à La Monnaie)[11].
- 2015, DVD, (enregistré en 2015 à l'Opéra Comique).